# Irlanda ai Giochi olimpici
L'Irlanda ha partecipato ai Giochi olimpici estivi dal 1924, e a quelli invernali a partire dal 1992. I suoi atleti hanno vinto in totale 35 medaglie olimpiche, tutte nelle edizioni estive. Più di metà delle medaglie provengono dalle gare di pugilato, anche se il maggior numero di ori è stato vinto nell'atletica leggera.
Il Consiglio Olimpico d'Irlanda è stato fondato nel 1922.

## Medagliere storico
| Giochi                   | Oro              | Argento          | Bronzo           | Totale           |
| ------------------------ | ---------------- | ---------------- | ---------------- | ---------------- |
| 1924 Parigi              | 0                | 0                | 0                | 0                |
| 1928 Amsterdam           | 1                | 0                | 0                | 1                |
| 1932 Los Angeles         | 2                | 0                | 0                | 2                |
| 1936 Berlino             | non partecipante | non partecipante | non partecipante | non partecipante |
| 1948 Londra              | 0                | 0                | 0                | 0                |
| 1952 Helsinki            | 0                | 1                | 0                | 1                |
| 1956 Melbourne/Stoccolma | 1                | 1                | 3                | 5                |
| 1960 Roma                | 0                | 0                | 0                | 0                |
| 1964 Tokyo               | 0                | 0                | 1                | 1                |
| 1968 Città del Messico   | 0                | 0                | 0                | 0                |
| 1972 Monaco              | 0                | 0                | 0                | 0                |
| 1976 Montreal            | 0                | 0                | 0                | 0                |
| 1980 Mosca               | 0                | 1                | 1                | 2                |
| 1984 Los Angeles         | 0                | 1                | 0                | 1                |
| 1988 Seul                | 0                | 0                | 0                | 0                |
| 1992 Barcellona          | 1                | 1                | 0                | 2                |
| 1996 Atlanta             | 3                | 0                | 1                | 4                |
| 2000 Sydney              | 0                | 1                | 0                | 1                |
| 2004 Atene               | 0                | 0                | 0                | 0                |
| 2008 Pechino             | 0                | 1                | 2                | 3                |
| 2012 Londra              | 1                | 1                | 4                | 6                |
| 2016 Rio de Janeiro      | 0                | 2                | 0                | 2                |
| 2020 Tokyo               | 2                | 0                | 2                | 4                |
| 2024 Parigi              | 4                | 0                | 3                | 7                |
| Totale                   | 15               | 10               | 17               | 42               |

### Medaglie alle Olimpiadi invernali
| Giochi              | Oro              | Argento          | Bronzo           | Totale           |
| ------------------- | ---------------- | ---------------- | ---------------- | ---------------- |
| 1992 Albertville    | 0                | 0                | 0                | 0                |
| 1994 Lillehammer    | non partecipante | non partecipante | non partecipante | non partecipante |
| 1998 Nagano         | 0                | 0                | 0                | 0                |
| 2002 Salt Lake City | 0                | 0                | 0                | 0                |
| 2006 Torino         | 0                | 0                | 0                | 0                |
| 2010 Vancouver      | 0                | 0                | 0                | 0                |
| 2014 Soči           | 0                | 0                | 0                | 0                |
| 2018 Pyeongchang    | 0                | 0                | 0                | 0                |
| 2022 Pechino        | 0                | 0                | 0                | 0                |
| Totale              | 0                | 0                | 0                | 0                |

## Medagliere per sport
| Sport            | Oro | Argento | Bronzo | Totale |
| ---------------- | --- | ------- | ------ | ------ |
| Atletica leggera | 4   | 2       | 1      | 7      |
| Pugilato         | 4   | 5       | 10     | 19     |
| Nuoto            | 4   | 0       | 3      | 7      |
| Canottaggio      | 2   | 1       | 2      | 5      |
| Ginnastica       | 1   | 0       | 0      | 1      |
| Vela             | 0   | 2       | 0      | 2      |
| Equitazione      | 0   | 0       | 1      | 1      |
| Totale           | 15  | 10      | 17     | 42     |